# Lill-Klingertjärnen
Lill-Klingertjärnen är en sjö i Krokoms kommun i Jämtland och ingår i Indalsälvens huvudavrinningsområde. Sjön har en area på 0,0691 kvadratkilometer och ligger 599,2 meter över havet. Lill-Klingertjärnen ligger i Oldflån-Ansätten Natura 2000-område.

## Delavrinningsområde
Lill-Klingertjärnen ingår i det delavrinningsområde (708770-140403) som SMHI kallar för Mynnar i Gårdstjärnen. Medelhöjden är 635 meter över havet och ytan är 1,6 kvadratkilometer. Det finns ett avrinningsområde uppströms, och räknas det in blir den ackumulerade arean 9,78 kvadratkilometer. Vattendraget som avvattnar avrinningsområdet har biflödesordning 5, vilket innebär att vattnet flödar genom totalt 5 vattendrag innan det når havet efter 314 kilometer. Avrinningsområdet består mestadels av skog (71 procent) och sankmarker (24 procent). Avrinningsområdet har 0,07 kvadratkilometer vattenytor vilket ger det en sjöprocent på 4,4 procent.